# Señal 3 La Victoria
Señal 3 La Victoria es un canal de televisión local y medio de comunicación comunitario chileno, con sede en la Población La Victoria, un barrio en la comuna de Pedro Aguirre Cerda, ubicada en la ciudad de Santiago. Es el primer canal comunitario de Chile y de Latinoamérica. Forma parte de la Asociación Nacional de Canales Comunitarios de Chile.

## Historia
El origen del canal se remonta a jóvenes provenientes del Frente Patriótico Manuel Rodríguez, del Movimiento de Izquierda Revolucionaria (MIR) y del Movimiento Juvenil Lautaro. Estos, tras la transición a la democracia, comenzaron a hacer comunicación con el objetivo de despertar a la gente, según su fundador Luis «Polo» Lillo.
En 1992, con un amplificador y un proyector en la calle, el grupo empezó a hacer "pantallazos" una vez al mes, mostrando sucesos de lo que sucedía en sectores como La Victoria, que no aparecían en los medios tradicionales. Pero es el 30 de octubre de 1997 que se funda oficialmente el canal comunitario Señal 3 cómo una organización social sin fines de lucro. El canal inicialmente alcanzaba un radio de 9 kilómetros, comprendiendo unos 350.000 hogares y unos 800 000 habitantes. Señal 3 La Victoria subsistió a lo largo de los años gracias a la ayuda de los vecinos de la población La Victoria.
En 2003, Señal 3 La Victoria inició una estrategia de préstamo itinerante de un transmisor a colectivos y organizaciones interesados en crear un proyecto de televisión comunitaria en Chile.
El 6 de marzo de 2018, en el marco de la implementación de la TV Digital en Chile, el Consejo Nacional de Televisión le entregó una concesión de radiodifusión televisiva a Señal 3 La Victoria, siendo una de las primeras cuatro para un canal comunitario. Con esto, pasó a abarcar las comunas de Pedro Aguirre Cerda, San Miguel, Lo Espejo, La Cisterna, San Joaquín, Cerrillos, Maipú, La Granja y Santiago. Por medio de esta concesión, Señal 3 comenzó a regirse por la ley, debido a que todas sus transmisiones hasta ese momento habían sido ilegales, ya que Señal 3 no tenía una licencia de telecomunicaciones, mandada por la ley 18.168.
El 2021, falleció su director y fundador Luis «Polo» Lillo. El cargo de director lo asumió su hijo Benjamín Lillo.

### Caso Francisca Sandoval
El 1 de mayo de 2022, en el contexto de una de las marchas por el Día Internacional de los Trabajadores, la reportera y comunicadora de Señal 3 Francisca Sandoval se encontraba en el Barrio Meiggs efectuando la cobertura de una de estas manifestaciones. De un instante a otro, inició un enfrentamiento entre manifestantes y presuntos comerciantes ambulantes. Un grupo armado comenzó a disparar hacia los manifestantes que transitaban por la Alameda, hiriendo a cuatro personas, incluyendo a Francisca Sandoval, quién recibió un impacto de bala en su rostro y fue trasladada de urgencia a la ex Posta Central, dónde fallecería el 12 de mayo del 2022, siendo la primera comunicadora asesinada en Chile desde el regreso de la democracia.
El autor del crimen, Marcelo Naranjo, fue condenado a 24 años de cárcel por el homicidio de Francisca Sandoval el 28 de agosto de 2024.